# 幕張メッセ
幕張メッセ（まくはりメッセ、英: Makuhari Messe）は、千葉県千葉市美浜区の幕張新都心に位置する複合多目的施設。
日本国内の優秀な建築作品として第32回及び第40回BCS賞（建築業協会賞）、IAITAクォーターナリオ賞、第5回千葉県建築文化賞等を受賞している。運営管理者は株式会社幕張メッセ。

## 概要
1980年代前半に千葉県による幕張新都心開発の一環として計画され、1989年（平成元年）10月9日に千葉県日本コンベンションセンター国際展示場（幕張メッセ国際展示場）が千葉県千葉市美浜区中瀬二丁目1に完成した。
競合する東京国際見本市会場が老朽化していたことで東京モーターショーなどの大型イベントの移転やバブル景気も相まって、開業から1年2か月で来場者数1000万人を突破するなど好調な出足となっていた。
しかし、バブル崩壊による伸び悩みや1990年代後半には東京都心近くに東京ビッグサイト開業の影響などで稼働率が低下し始め、リーマンショック直後の2010年（平成22年）には稼働率が30％台前半まで低下。開業から約20年間で総額348億円の負担金を千葉県と千葉市が補てんするなど厳しい状況下にあったが、音楽やアニメのイベント利用が増加し、2016年（平成28年）には年間2100ホールという過去最高記録を達成しており、状況は好転しつつある。なお、2000年代以降の年間来場者数は概ね500万人台から600万人台で推移している。
総展示面積は、7万2,000m2であり現在は、東京ビッグサイトの11万5,420m2に次ぐ日本国内第2位となっている。
国際展示場1-8ホール、国際展示場9-11ホール（北ホール）、国際会議場、幕張イベントホールの4つの建物から構成されている。設計は高松宮殿下記念世界文化賞、プリツカー賞等を受賞している槇文彦。構造設計は木村俊彦及び株式会社構造設計集団。施工はスーパーゼネコン5社を始めとする総合建設会社が行っている。運営会社は1986年（昭和61年）4月30日に設立され、2005年（平成17年）7月1日に、社名を「株式会社日本コンベンションセンター（Nippon Convention Center）」から「株式会社幕張メッセ」に変更した。
- 建築主
  - 千葉県
  - 株式会社幕張メッセ（旧：株式会社日本コンベンションセンター）
- 設計者
  - 株式会社槇総合計画事務所（槇文彦設計）
  - 株式会社木村俊彦構造設計事務所（木村俊彦構造設計）
  - 株式会社構造設計集団（SDG）
- 施工者
  - 清水建設株式会社
  - 鹿島建設株式会社
  - 大成建設株式会社
  - 株式会社大林組
  - 株式会社竹中工務店
  - 飛島建設株式会社
  - 三井建設株式会社
  - 新日本建設株式会社
  - 旭建設株式会社
- 竣工日：1989年9月
- 階数：地下1階、地上3階
- 構造：RC造、S造
- 面積
  - 敷地面積21万7,151m2（国際会議場含む）
  - 延床面積16万4,919m2（国際会議場含む）
  - 総展示面積7万5,098m2（国際会議場含む）
- 国際展示場1-8ホールおよび9-11ホールの総面積は以下の通り。
  - 延床面積13万2,697m2
  - 総展示面積7万2,000m2（国際会議場除く）

幕張メッセのメッセとは、ドイツ語の"見本市"の意味を指す Messe に由来する。
幕張メッセ共用部には、商業用撮影可能な場所があり、テレビドラマのロケ地として利用されている。

## 施設
敷地面積のべ217,151.47 m2、全館冷暖房、空調設備を完備する全天候一体型の建築物である。国際展示場1-8ホール、イベントホール、国際会議場、国際展示場9-11ホール（北ホール）の4つの建物からなる。
国際展示場1-8ホール、イベントホール、国際会議場は、第32回BCS賞（建築業協会賞）、IAITAクォーターナリオ賞受賞。北ホールは、第40回BCS賞、第5回千葉県建築文化賞「景観に配慮した建築物」部門を受賞している。

### 国際展示場
1-8ホールからなる展示施設。全長516 m。可動間仕切りで、8室の無柱空間に分割できる。各展示ホールの面積は6,750 m2、幅は長辺（南北方向）が112.5 m、短辺（東西方向）が60 m。
メインエントランスはホール5前の2階にある。各ホールごとに南北それぞれ幅12 mの出入り口が設けられている。また、ホール3と4の間に「やすらぎのモール」、ホール6と7の間に「いこいのモール」がある。
大規模イベントでは1-8ホールを全て開放するが、コンサートでは1-3ホール、4-6ホール、7・8ホールという区切りで使用するパターンが多い。ホールの境目に2本の柱が立っており、柱の陰でステージが見えにくい位置を見切れ席にすることがある。
- 設計：槇総合計画事務所、木村俊彦構造設計事務所＋構造設計集団（SDG）
- 構造：地上4階、地下1階（RC造、S造）
- 延床面積：99,134 m2
- 建築面積：88,907 m2
- 展示面積：54,000 m2
  - 1ホールから8ホール：6,750 m2×8
- 天井高：最高30 m/最低15 m

### 国際展示場北ホール
9-11ホールからなる展示施設。第2期工事にて増設された。1997年10月1日完成。
可動間仕切りにより重量物展示に対応した9,000 m2の展示ホールと4,500 m2の2つの展示ホールに分割可能。
- 設計：槇総合計画事務所、構造設計集団（SDG）
- 構造：地上2階（S造、SRC造、RC造）
- 建築面積：30,572 m2
- 展示面積：18,000 m2
  - 9ホール：9,000 m2
  - 10ホール・11ホール：各4,500 m2
- 天井高：最高35 m/最低15 m

### 国際会議場
- 構造：地上4階、地下1階（RC造、S造）
- 建築面積：6,846 m2
- 延床面積：16,700 m2
- コンベンションホール：1,390 m2（可動式壁面にて2分割利用可）
- 国際会議室：635 m2
  - 中会議室：6室
  - 小会議室：8室
  - 応接室：2室

### 幕張イベントホール
- 構造：地上3階、地下1階（RC造、S造）
- 建築面積：9,357 m2
- 延床面積：15,522 m2
- アリーナ面積：3,098 m2（5 t/m2）
- 固定客席：3,948席（ボックス席を含む）
- 可動客席：912席
- 仮設席：約3000席（集会タイプ）

室内スポーツ利用の場合
- 室内陸上競技：160 mトラック、直線走路
- バスケットボールコート：3面
- テニスコート：3面
- バレーボールコート：3面
- ハンドボールコート：1面

## 実績

### 主要イベント
幕張メッセの国際展示場・国際会議場・幕張イベントホールで行われている1年間の催事件数は903件、来場者数約699万人（平成31（令和元）年度）である。
1989年オープン以来の来場者数は累計約1億8296万人（令和3年3月末現在）となる。
毎年あるいは数年おきに開催される主要イベント（来場者数10万人以上）を以下に記す。
| 初開催   | イベント名称                                               | 来場者数参考                 | 備考                                        |
| -------- | ---------------------------------------------------------- | ---------------------------- | ------------------------------------------- |
| 1999年 - | 東京オートサロン 日本レースクイーン大賞授賞式（2011年 - ） | 約33万人（2019年、3日間）    | 世界三大カスタムカーショー                  |
| 1991年 - | CEATEC                                                     | 約16万人（2018年、4日間）    | IT技術とエレクトロニクスの国際展示会        |
| 1997年 - | 東京ゲームショウ                                           | 約30万人（2018年、3日間）    | 世界三大ゲームショウ                        |
| 2000年 - | JAPANドラッグストアショー                                  | 約13万人（2018年、4日間）    | 日本チェーンドラッグストア協会（JACDS）主催 |
| 2001年 - | SUMMER SONIC                                               | 約16万人（2013年、3日間）    | クリエイティブマンプロダクション主催        |
| 2003年 - | COUNTDOWN JAPAN                                            | 約19万人（2017年、2日間）    | 年越しロック・J-ポップ・フェスティバル      |
| 2009年 - | ワンダーフェスティバル（冬・夏）                           | 約10万人（2018年、2日間）    | 世界最大のガレージキット                    |
| 2012年 - | ニコニコ超会議                                             | 約16万8千人（2019年、2日間） | 株式会社ドワンゴ主催                        |

その他のイベント
- 国際放送機器展（Inter BEE）
- C3AFA TOKYO
- FOODEX JAPAN（1990年 - 2022年） [23]
- JASIS (旧：分析展、科学機器展)
- ピーアーク presents 幕張メッセ"どきどき"フリーマーケット[広報 2]
- プラレール博[広報 3]
- Pet博[広報 4]
- 恐竜博[24]
  - 恐竜王国、メガ恐竜展、ギガ恐竜展等名称変更を行っている[25]。
- 東京モーターショー（1989年 - 2009年）
- SEMICON Japan（1990年 - 2013年）
- ギネス世界記録「同時に調理する人数が世界一」イベントを開催[広報 5][広報 6][広報 7]。（2011年）
  - 麒麟麦酒株式会社の第三のビール（のどごし生）企画
- 体感型謎解きイベントリアル脱出ゲーム（SCRAP主催）
  - 2013年、オリジナル作である『巨大神殿からの脱出〜クラタスサーガ第1章〜』[26]
  - 2016年、ドラゴンクエストシリーズとのコラボレーション『竜王迷宮からの脱出』[27]
  - 2017年、キングダムとのコラボレーション『ある大戦場からの脱出』千葉公演 [28][29]
  - 2018年、ドラゴンクエストシリーズとのコラボレーション『大魔王ゾーマからの脱出』[30]
- 2021年7月2日、2020年東京オリンピック聖火リレーのセレブレーションが幕張メッセ駐車場で行われた。千葉県の聖火ランナーの公募は定員33名に対して5758名の応募があり、倍率は174倍であった[31]。
- デリカテッセン・トレードショー
- カイゴジョブフェスタ（転職フェア）
- 次世代ワールドホビーフェア（テレビゲーム、玩具[32]、1997年 - 2000年、2001年6月 - 2020年）
- Hololive SUPER EXPO & fes.（ホロライブプロダクション、2022年-）

### 音楽
音楽番組
主な音楽番組を以下に記す。
- ミュージックステーション SUPER LIVE（2005年 - ）
  - テレビ朝日（ANN系列）で毎年12月の第3 - 5週目（12月18日 - 12月30日の期間）金曜日の夕方から4時間半超生放送されている『ミュージックステーション』の年末音楽特別番組。
  - 動員数約5千人（2008年）
- 日テレ系音楽の祭典 ベストアーティスト（2010 - 2018・2021年）
  - 日本テレビ系列で毎年11月下旬に放送されている大型音楽特別番組。
  - 動員数約9千人（2018年[33]）
- THE MUSIC DAY（2013年 - 2020・2022年）
  - 日本テレビ系列で毎年1回、夏（7月上旬）に幕張イベントホールから生放送されている大型音楽番組。

ライブイベント実績
代表的なライブイベントを以下に記す。
- SATANIC CARNIVAL（2014年 - ）PIZZA OF DEATH RECORDS主催の屋内ロックフェス（2018年、動員数約4万5千人[34]）
- SPECIAL LIVE HOLIC[35]
- Download Festival Japan（2019年 - [36]）

過去のライブ実績
- GLAY EXPO '99 SURVIVAL（動員数約20万人と日本音楽史上最大動員）
- サカナクション SAKANAQUARIUM （2011年、2013年、2016年、2017年、2019年、2024年に9-11ホールでワンマンライブを開催している。また楽曲アルクアラウンドのMVの撮影地も同所。）
- Minori Chihara Live 2012 ULTRA-Formation/PARTY-Formation
- 乃木坂46 1ST YEAR BIRTHDAY LIVE 2013.2.22 MAKUHARI MESSE
- Inori Minase LIVE TOUR 2018 BLUE COMPASS
- ももいろクローバーZ 2018 OPENING 〜新しい青空へ〜（2018年1月21日、有安杏果卒業ライブ、動員数約2万5千人[37]）
- TWICE 1st ARENA TOUR 2018 "BDZ" （2018年9月29日）
- X JAPAN Live 日本公演 2018 〜紅に染まった夜〜Makuhari Messe 3Days（2018年、動員数約10万人[38]）
- レペゼン地球【親・恋人とは行けないライブ】〜in幕張メッセ〜（2018年11月17日）
- TWICE WORLD TOUR 2019 'TWICELIGHTS' IN JAPAN (2019年10月27、29、30日）
- LIVE TOUR V6 groove（2021年、11月1日公演は解散前ラストコンサート）
- マクロスΔ「 SANKYO presents ワルキューレ LIVE 2022 〜Walküre Reborn!〜

その他
AKB48およびAKB48グループの劇場盤発売記念大握手会の会場となっている。
- ワンナイR&R
  - フジテレビ系列で2006年に開催された「ゴリエ杯ダンス選手権」の関東の予選会場がイベントホールで行われ、予選にはワンナイメンバーの小池栄子の母校の和洋九段女子中学校・高等学校の創作ダンス部も出場していた。ちなみに小池はダンス部の主将を務めていたことが番組内で明かされた。

### スポーツ
主な国際大会を以下に記す。

2020年東京オリンピック

- 世界フィギュアスケート選手権（1994年世界フィギュアスケート選手権）
- 1995年世界柔道選手権大会 - 幕張イベントホール
- 世界卓球選手権（第41回世界卓球選手権）
- バレーボール世界選手権（1998年バレーボール男子世界選手権）
- 体操JAPAN CUP（2009年、第1回）
- 国際青少年空手道選手権大会[39]
- 2020年東京オリンピック（3競技：フェンシング、レスリング、テコンドー[40]） - 国際展示場
- 2020年東京パラリンピック（4競技：ゴールボール、シッティングバレーボール、車いすフェンシング、テコンドー[41]） - 国際展示場、幕張イベントホール
- X Games Chiba（2024年） - 2023年までは千葉マリンスタジアム（ZOZOマリンスタジアム）にて行ってきたが、2024年は会場を本施設に移した上で開催された[42]。

### 国際会議
主要な国際会議開催実績を以下に記す。
| 年   | 月 | 会議名                                                          |
| ---- | -- | --------------------------------------------------------------- |
| 1989 | 11 | IFHP（国際住宅・計画連合）千葉国際会議                          |
| 1993 | 8  | 世界精神保健連盟1993年世界会議                                  |
| 1995 | 10 | 世界エネルギー会議第16回定期大会                                |
| 1996 | 3  | 第24回国際輸血学会総会                                          |
| 1996 | 9  | 国際関係学会日本国際政治学会合同国際会議                        |
| 1997 | 9  | アジア欧州会議経済閣僚会合（ASEM）                              |
| 1998 | 8  | 第9回国際寄生虫学会（ICOPA-9）                                  |
| 1998 | 9  | 第11回世界放射線技師会（ISRRT）                                 |
| 1999 | 7  | 第11回国際女性技術者・科学者会議（ICWES-11）                    |
| 2000 | 3  | 第1回コーデックス・バイオテクノロジー応用食品特別部会（CODEX）  |
| 2000 | 7  | 第9回数学教育世界会議（ICME-9）                                 |
| 2001 | 6  | 第79回国際歯科研究学会総会（IADR）                              |
| 2002 | 10 | 第12回ACI世界総会および太平洋地域部会総会                       |
| 2003 | 5  | 地球惑星科学関連学会2003年合同大会                              |
| 2004 | 11 | 第 34 回国際航空管制技術官連盟（IFATSEA）総会                   |
| 2005 | 4  | WTO・NAMA非公式閣僚会合                                         |
| 2005 | 5  | 第14回国際World Wide Web会議 （WWW2005）                        |
| 2006 | 9  | 第10回国際先天代謝異常学会（ICIEM）                             |
| 2008 | 3  | G20第4回閣僚級対話（グレンイーグルズ対話）                      |
| 2008 | 4  | MDRTエクスペリエンス2008                                        |
| 2008 | 5  | 第13回国際神経芽腫学会（ANR Congress 2008）                     |
| 2010 | 8  | 第25回国際糖質シンポジウム（ICS2010）                           |
| 2010 | 9  | ICSLP 2010（Interspeech 2010）                                  |
| 2010 | 10 | 第5回プロジェクトマネジメント学会主催国際会議（ProMAC 2010）    |
| 2011 | 1  | 水銀に関する条約の制定に向けた政府間交渉委員会（INC）第２回会合 |
| 2011 | 7  | ASEAN＋3（第4回バイオマスエネルギーフォーラム）                 |
| 2012 | 10 | 第26回アジア公開大学連合年次会議（AAOU 2012）                   |
| 2013 | 5  | 国際重粒子線シンポジウム2013大会                                |
| 2013 | 6  | 第40回日本毒性学会学術年会                                      |
| 2013 | 7  | 第12回アジア太平洋物理会議                                      |
| 2013 | 8  | 第33回国際パズル会議                                            |
| 2013 | 9  | 第15回イオン源国際会議                                          |
| 2014 | 5  | 日本文化人類学会50周年記念国際研究大会（IUAES 2014 with JASCA） |
| 2014 | 7  | 第99 回国際キワニス年次総会                                     |
| 2015 | 8  | 第９回国際中欧・東欧研究協議会幕張世界大会                      |
| 2016 | 3  | 第19回東アジア看護学研究者フォーラム（19thEAFONS）              |
| 2016 | 7  | 第13回国際尿路結石症学会/日本尿路結石症学会第26回学術集会       |
| 2016 | 11 | 第6回アジアフォージミーティング                                 |
| 2016 | 11 | 第57回電池討論会                                                |
| 2017 | 1  | 第22回アジア南太平洋設計自動化会議（ASP-DAC2017）               |
| 2017 | 3  | 2017 IEEE Region 10 Meet                                        |
| 2017 | 4  | Gastech Japan 2017                                              |
| 2017 | 4  | 日本地球惑星科学連合（JpGU）- AGU Joint Meeting 2017            |
| 2017 | 7  | 第40回日本神経科学大会                                          |
| 2017 | 12 | アジア・オセアニア国際アンチ・ドーピングセミナー                |

### その他
- 千葉県市川市にある市川中学校の入学試験が毎年1月に行われている[45]。
- TBSテレビのスポーツエンターテイメント特番『KUNOICHI』第9回大会から国際展示場が収録会場として使用されている（第8回大会までは横浜市のTBS緑山スタジオ西側上段広場で行われていた）。